# مايند جيك
مايند جيك (بالإنجليزية: MindGeek)‏ هي شركة كندية، تتخصص في إنتاج المواد الإباحية. تمتلك الشركة عدة مواقع أبرزها برازرز، بورن هاب، ريد تيوب ويوبورن.